# Gyirmót FC Győr
Maillots
Dernière mise à jour : 19 août 2024.
Le Gyirmót Footbal Club Győr, plus couramment abrégé en Gyirmót FC Győr, est un club hongrois de football fondé en 1993 et basé à Gyirmót dans la banlieue de Győr.
Il fait partie du club omnisports du Gyirmót Sport Egyesület (Gyirmót SE).

## Histoire
Le club est fondé en 1993, il évolue au début sous le nom Gyirmót SE. Lors de la saison 2008-2009 de deuxième division hongroise le club termine champion de son groupe, mais n'obtiendra pas la licence pour monter en première division.
Le club sera souvent aux avant-postes de son groupe en deuxième division et termine vice-champion en 2010 et 2011. En 2013, il se qualifie pour la deuxième division qui sera à poule unique à partir de la saison 2013-2014. Lors de cette saison, Gyirmót termine à la troisième place, les deux premières places étant synonyme  de promotion. La saison suivante, Gyirmót connaîtra de nouveau le même sort mais lors de la saison 2015-2016, le club sera champion de deuxième division et promu pour la première fois en Championnat de Hongrie.
Lors de sa première saison dans l'élite le club termine à la dernière place, il retrouve la deuxième division pour la saison 2017-2018. Il faudra attendre la saison 2020-2021, et une place de vice-champion, pour voir une nouvelle promotion en première division.

## Palmarès
| Compétitions nationales |
| --- |
| - Championnat de Hongrie de deuxième division (2) : - Champion : 2008-09 (Gr. Ouest) et 2015-16. - Vice-champion : 2009-10 (Gr. Ouest), 2010-11 (Gr. Ouest) et 2020-21. |

## Personnalités du club

### Présidents du club
- Ernő Horváth

### Entraîneurs du club
- József Kiprich (2008 - 2011)
- Aurél Csertői